# Pseudofòssil

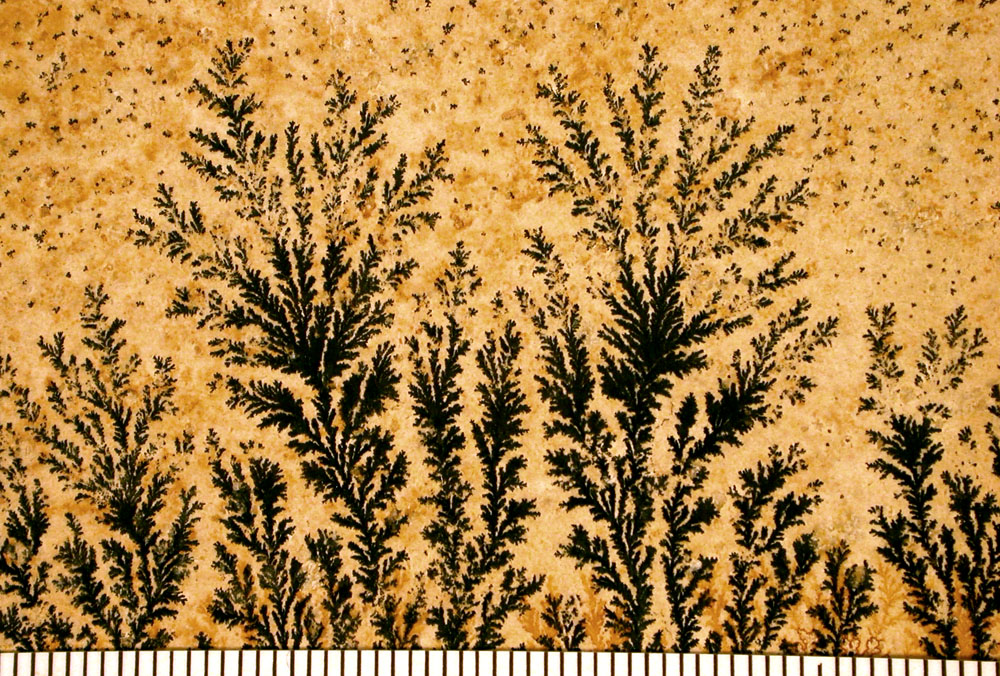
Dentrites de manganès de Solingen, Alemanya. Escala en mm.

Els Pseudofòssils són objectes inorgànics, marques o impressions que per error es poden confondre amb fòssils. Alguns tipus de dipòsits minerals poden prendre les formes d'estructures organitzades com les dels éssers vius. Un exemple és quan el manganès cristallitza en dentrites similars a arrels de vegetal.

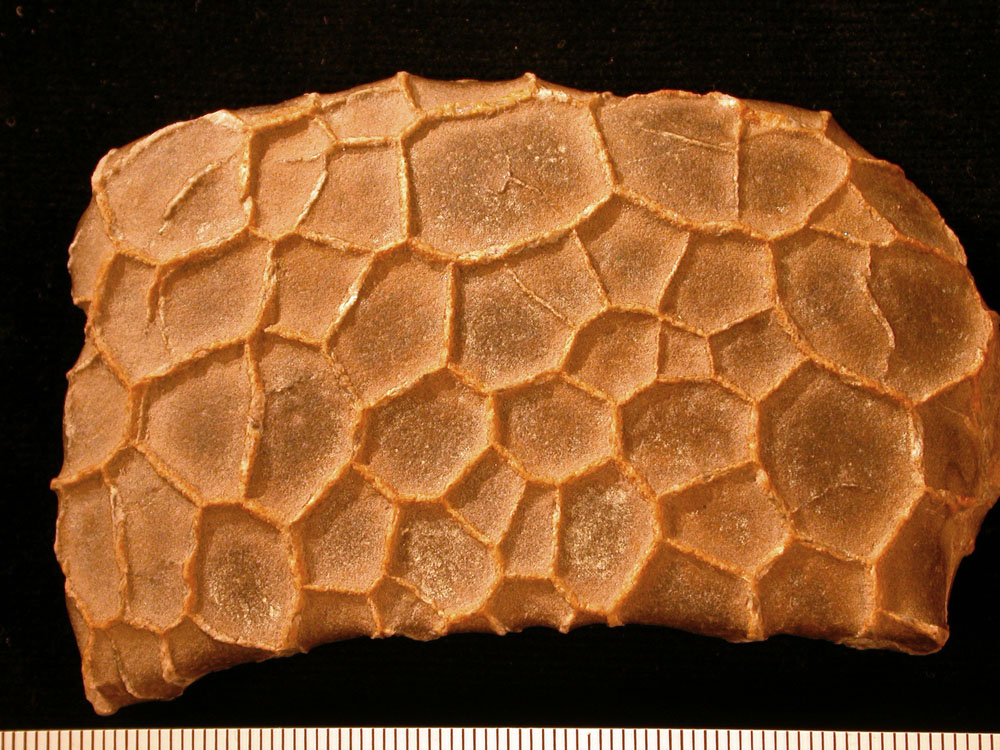
Concreció amb calcita.
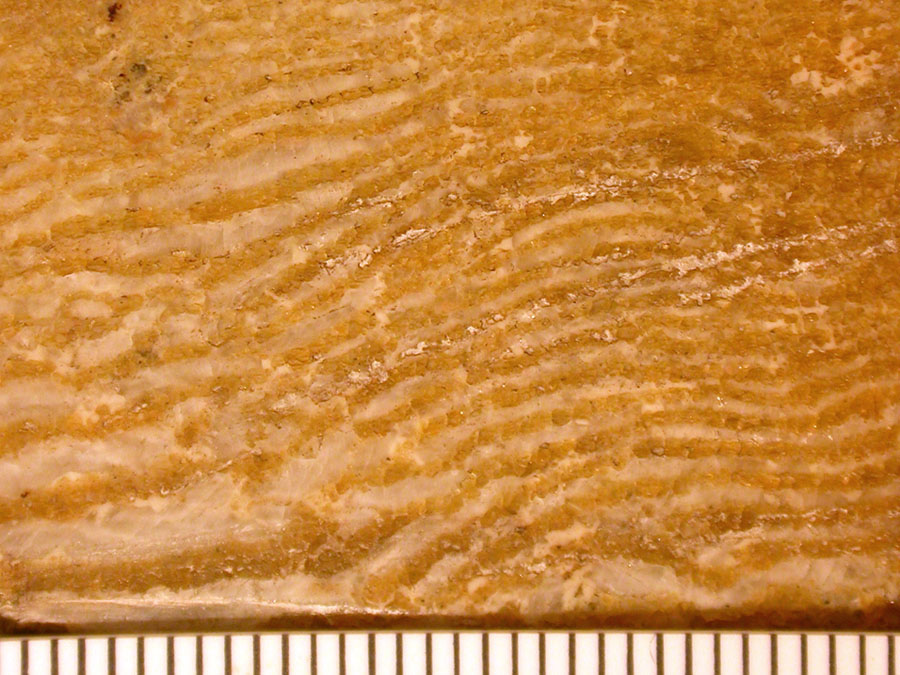
Eozoön canadense del Canadà que és una roca metamòrfica feta de calcita i serpentina (Adelman, 2007). en mm.
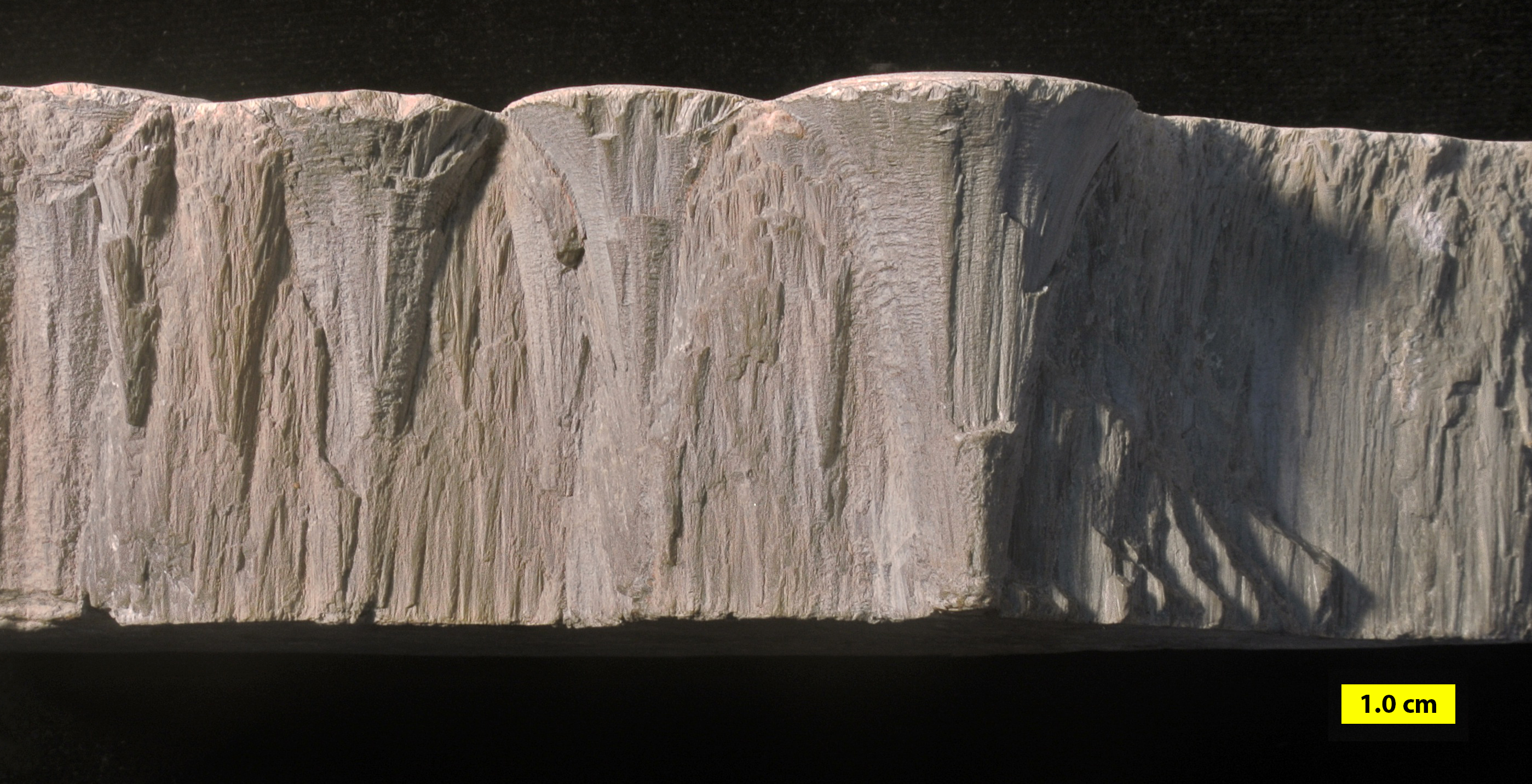
Conus produïts per compressió de pedra calcària.
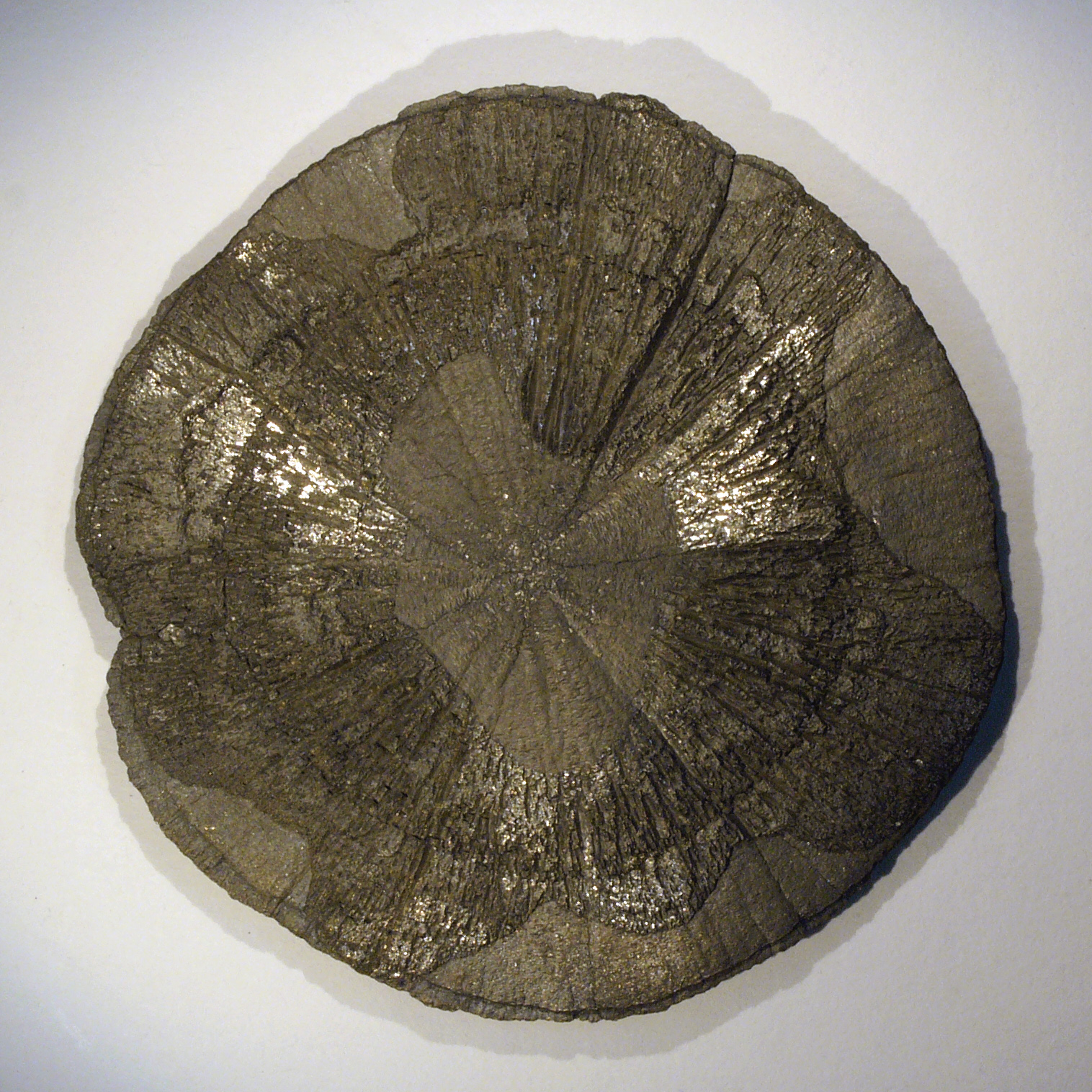
Un cristall de marcasita.
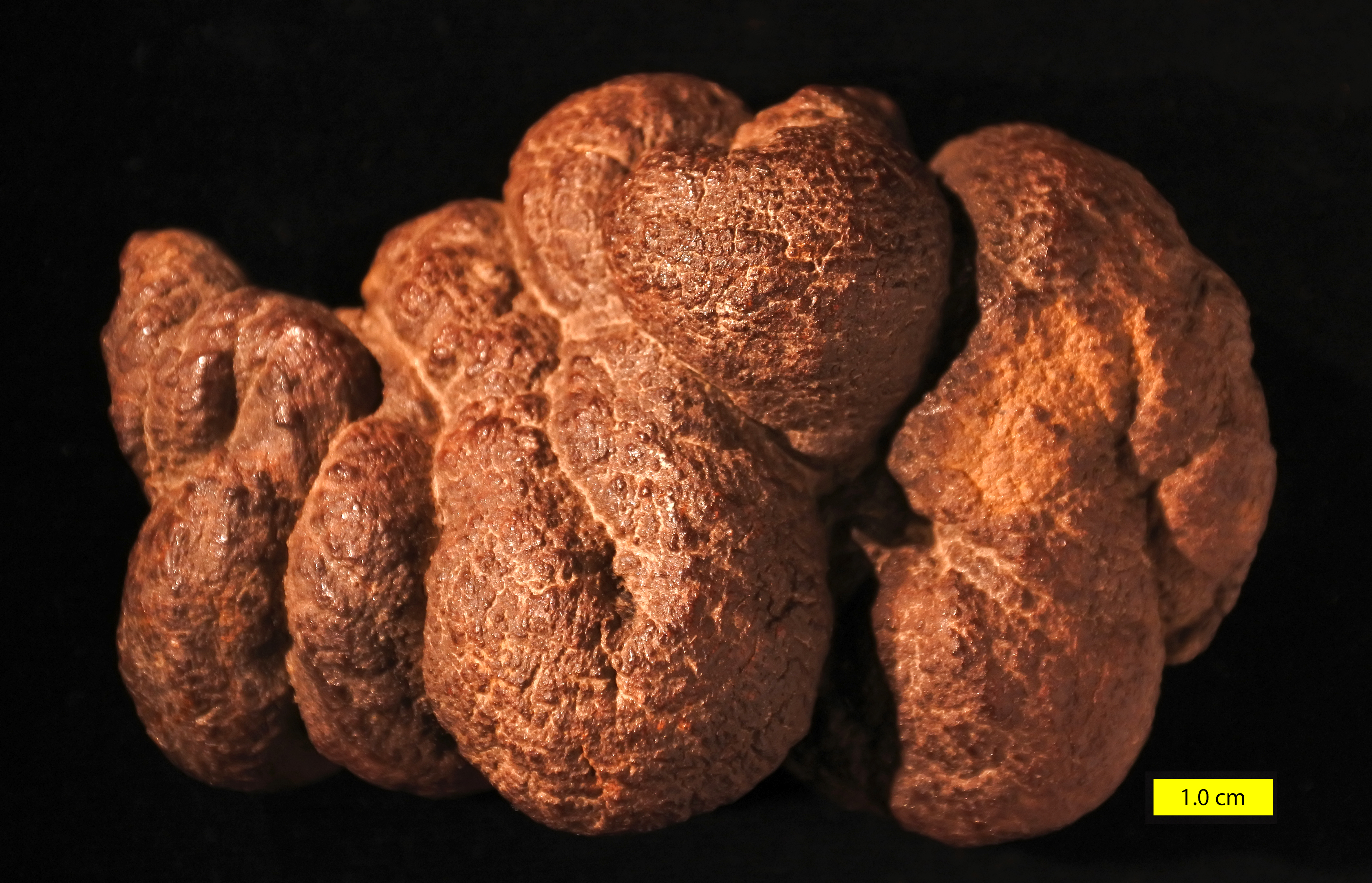
Un pseudocopròlit del miocè.
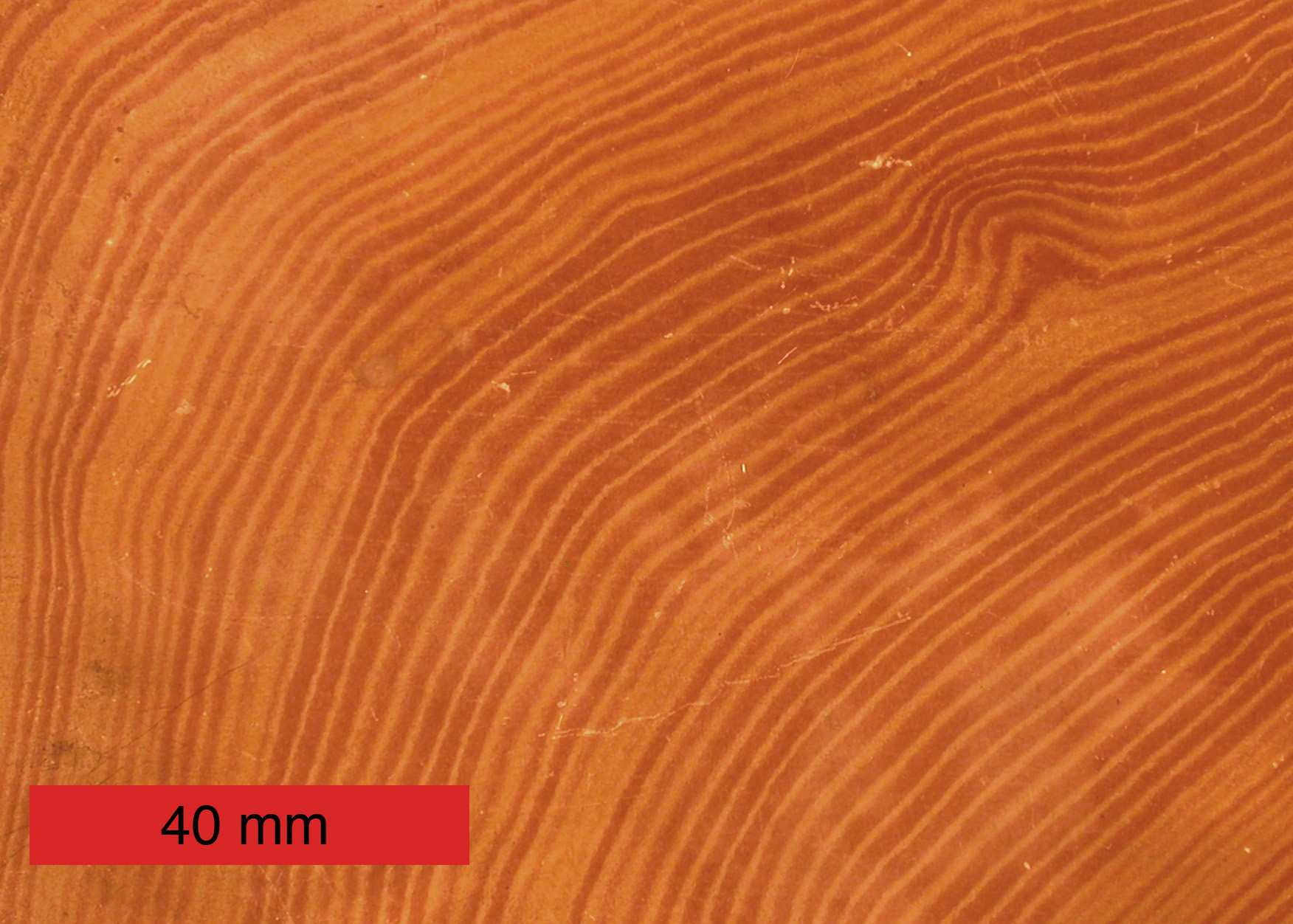
Secció transversal d'una concreció que sembla anells de creixement d'un arbre.